# 데이비드 힐리 (축구 선수)
데이비드 조너선 힐리(David Jonathan Healy, MBE, 1979년 8월 5일 ~ )는 북아일랜드의 전직 축구 선수이자 현 축구 지도자로 현재 NIFL 프리미어십 린필드 FC의 감독직을 맡고 있다.

## 선수 시절

### 클럽
맨체스터 유나이티드 유스팀 출신으로 1999-2000 시즌 프로에 데뷔한 뒤 당시 잉글랜드 풋볼 리그 1부 소속팀인 포트 베일로 임대 이적하여 1999-2000 시즌 리그 16경기 3골을 기록했고 이후 맨유로 복귀하여 2000-01 시즌 중반 입스위치 타운과의 경기를 통해 프리미어리그 데뷔 무대를 치렀지만 주전 경쟁에서 밀려나면서 결국 2001년 1월 당시 잉글랜드 풋볼 리그 1부(현 잉글랜드 EFL 챔피언십) 소속팀인 프레스턴 노스 엔드로의 이적을 결정했다.
그리고 프레스턴으로 이적 직후 기복이 심할 때도 있었지만 노리치 시티로 잠시 임대 이적한 2002-03 시즌을 제외하고는 2004-05 시즌 중반까지 공식전 156경기 45골로 2000-01 시즌 플레이오프 준우승을 이끌며 팀의 간판 골잡이로 맹활약했다.
그 뒤 같은 EFL 챔피언십 소속팀인 리즈 유나이티드로 트레이드되어 2006-07 시즌까지 공식전 121경기 31골을 터뜨리며 2005-06 EFL 챔피언십 플레이오프 준우승을 이끌었지만 2006-07 시즌에 팀이 EFL 리그 원으로 강등된 후 팀을 떠났다.
그리고 2007-08 시즌에는 잉글랜드 프리미어리그의 풀럼 FC 소속으로 공식전 34경기 6골을 기록했지만 로이 호지슨 감독 부임 이후에는 주전 경쟁에서 밀렸고 2008-09 시즌에는 같은 프리미어리그팀인 선덜랜드 AFC로 이적하며 반등을 노렸으나 2009-10 시즌 초반까지 공식전 21경기 3골이라는 저조한 성적에 그쳤다.
이후 EFL 챔피언십의 입스위치 타운과 동커스터 로버스를 거쳤고 특히 2010년 10월에는 대영 제국 훈장 5등급(MBE)을 받기도 했으며 스코티시 프리미어십의 명문 레인저스 FC로 이적하여 비록 2시즌동안 공식전 24경기 5골에 그쳤지만 2010-11 시즌 더블 달성(리그 우승, 스코티시 리그컵 우승), 2010-11년 UEFA 유로파리그 16강 진출, 2011-12 시즌 리그 준우승 등에 큰 힘을 실어주었다.
그리고 2012-13 시즌에는 EFL 리그 원의 베리 FC에서 공식전 19경기 1골을 기록했으며 2012-13 시즌이 종료된 이후 2013년 12월 3일 은퇴를 공식 선언하며 14년간의 선수 생활에 마침표를 찍었다.

### 국가대표팀
2000년 2월 23일 룩셈부르크와의 원정 친선 경기에서 북아일랜드 A대표팀 소속으로 국제 A매치 첫 경기를 치르자마자 A매치 데뷔골을 멀티골로 장식하며 팀의 3-1 완승에 기여했다.
그 후 2005년 9월 7일 잉글랜드와의 2006년 FIFA 월드컵 유럽 지역 예선 6조 8차전 홈 경기에서 선제골이자 결승골을 터뜨리며 1972년 이후 33년만의 잉글랜드전 승리에 기여하는 등 이 대회에서만 3골을 터뜨리는 활약을 펼쳤다.
그리고 UEFA 유로 2008 예선 F조에서는 2번의 해트트릭을 포함해 12경기 13골의 폭발적인 득점력으로 유로 2008 예선 최다 득점자 반열에 올랐고 비록 팀은 본선에는 오르지 못했지만 팀이 넣은 17골 중 무려 13골을 책임지며 북아일랜드 축구 역사상 당시 유로 예선 최다 승점 기록 경신에 크게 기여했다.
그 후에도 대표팀에 계속 소집되었음에도 불구하고 소속팀에서의 부진한 시기와 맞물려 예전과 같은 폭발적인 득점력을 보여주지 못하면서 2010년 FIFA 월드컵 유럽 지역 예선과 UEFA 유로 2012 예선에서의 부진한 팀 성적 및 예선 탈락을 막지 못했고 결국 2013년 3월 26일 이스라엘과의 2014년 FIFA 월드컵 유럽 지역 예선 F조 5차전을 끝으로 A매치 통산 95경기 36골의 기록을 남긴 채 13년간의 대표팀 생활을 마감했지만 현재까지도 북아일랜드 대표팀 역대 A매치 최다 득점 기록을 보유하고 있다.

## 지도자 경력

### 린필드 FC
2015년 자국 리그인 NIFL 프리미어십의 명문팀인 린필드 FC의 사령탑으로 부임하며 본격적인 지도자 커리어를 시작한 뒤 현재까지 리그 5회 우승(2016-17, 2018-19, 2019-20, 2020-21, 2021-22) 및 2회 준우승(2015-16, 2022-23), 아이리시컵 2회 우승(2016-17, 2020-21) 및 1회 준우승(2015-16), 북아일랜드 리그컵 2회 우승(2018-19, 2022-23), 2019-20 시즌 북아일랜드 리그컵 4강, 카운티 앤트림 실드 1회 우승(2016-17) 및 4회 준우승(2015-16, 2018-19, 2021-22, 2022-23), NIFL 채리티 실드 우승과 준우승 각각 1회 등의 굵직한 성과들을 이끌어냈다.

## 수상

### 클럽 (선수)
프레스턴 노스 엔드
- EFL 챔피언십 플레이오프 : 준우승 (2000-01)[1]

 리즈 유나이티드
- EFL 챔피언십 플레이오프 : 준우승 (2005-06)

 레인저스 FC
- 스코티시 프리미어십 : 우승 (2010-11), 준우승 (2011-12)
- 스코티시 리그컵 : 우승 (2010-11)

### 클럽 (지도자)
린필드 FC
- NIFL 프리미어십 : 우승 (2016-17, 2018-19, 2019-20, 2020-21, 2021-22), 준우승 (2015-16, 2022-23)
- 아이리시컵 : 우승 (2016-17, 2020-21), 준우승 (2015-16)
- 북아일랜드 리그컵 : 우승 (2018-19, 2022-23)
- 카운티 앤트림 실드 : 우승 (2016-17), 준우승 (2015-16, 2018-19, 2021-22, 2022-23)
- NIFL 채리티 실드 : 우승 (2017), 준우승 (2022)

### 개인
- 벨파스트 텔레그레프 BBC 어워즈 : 2000
- 프레스턴 노스 엔드 올해의 선수 : 2003-04
- 북아일랜드 올해의 감독상 : 2018-19, 2019-20, 2020-21, 2021-22